# 尊証法親王
尊証法親王（尊證法親王・そんしょうほっしんのう、慶安4年2月10日（1651年3月31日） - 元禄7年10月15日（1694年12月1日））は、江戸時代前期の法親王。後水尾天皇の第十七皇子で、母は園国子（新広義門院）。幼名は玲瓏宮（ゆらのみや）、諱は周賢。正式な出家が親王宣下後であるため、入道親王とする表記もある。

## 経歴
承応2年（1653年）に青蓮院門跡相続、明暦2年（1656年）に青蓮院に入室、万治3年（1660年）5月に親王宣下を受けて周賢と名乗り、7月に良尚法親王を師として出家して尊證と称する。寛文9年（1669年）に天台座主に補任され、同13年（1673年・延宝元年）に二品親王に叙されて天台座主に再任、元禄6年（1693年）にも3度目の補任をされるが辞退している。書道の達人で後世に「尊證流（尊証流」）と称される流派を創始した。
元禄7年（1694年）に44歳で薨去。実兄の尭恕法親王の撰で諡号を後桂蓮院とされた。